# Omnibus (théâtre)
Pour les articles homonymes, voir Omnibus (homonymie).
Omnibus est une compagnie de création québécoise qui met en pratique et crée des œuvres théâtrales qui privilégient les arts du mime.
Pionnier dans le théâtre gestuel, Omnibus exerce depuis plus de 40 ans, une grande influence sur le travail de plusieurs artistes tels que Jean Asselin, Denise Boulanger, Francine Alepin, Jacques Énoïl Le Blanc, Sylvie Moreau, Réal Bossé, Jean-Pierre Ronfard et Robert Gravel. 

## Historique
Omnibus est une entreprise artistique à but non lucratif fondée en 1970 par Jean Asselin et Denise Boulanger.
Étroitement associée à son école de mime, unique en Amérique, la compagnie Omnibus s’est implantée à Montréal en 1980 en fondant le théâtre Espace Libre avec les compagnies Carbone 14 et Nouveau Théâtre Expérimental, un haut lieu de recherche et d'expérimentation artistique. C’est dans ces lieux que la compagnie pousse toujours plus loin l’intégration du geste et de la parole, autant par le biais du théâtre moderne qu’à travers des grands textes du répertoire classique.
La direction artistique est assurée conjointement par Jean Asselin, Réal Bossé et Sylvie Moreau depuis la saison 2014-2015.

## Pratique artistique
Jean Asselin et Denise Boulanger sont des disciples d’Étienne Decroux chez qui ils sont restés de 1972 à 1977, cinq années pendant lesquelles les activités de la troupe sont mises sur pause. Ils passent d’étudiants, à enseignants puis à assistants du maître du mime corporel.
La troupe fonctionne selon un principe de collectif de création, tout en ayant une direction artistique, assumée par Asselin et Boulanger : les spectacles sont parfois des créations collectives, d’autres fois « une personne a la fonction d'unifier, de donner à la création une structure cohérente et économique » et parfois il s’agit d’un mélange des deux. 
Omnibus parle d’un art du mouvement ou d’un art du corps lorsque vient le temps de décrire sa pratique. Le membres de la troupe décrivent leur répertoire d’une soixantaine de productions, autant dramatiques que comiques, comme « atypique, ultra corporel et résolument antiréaliste », lequel se positionne dans le vaste champ de l’expérimentation et inclut autant du mime que des adaptations ou traductions du répertoire classique, des créations de jeunes et nouveaux auteurs ou encore des œuvres hybrides. 

## Théâtrographie
Il s'agit d'une sélection de productions marquantes. Pour la théâtrographie complète, voir le site de référence Rappels ou le site de la compagnie.
- Études (1970) : D'abord créée en 1969 pour un groupe d’étudiants du niveau secondaire à Deux-Montagnes, puis reprise en 1970 avec quinze élèves issus des cours de mime de la Ville de Montréal.
- Silence, on bouge (1972) : coproduction avec le Théâtre de Quat'Sous
- Ils regardent autre chose (1978) : D'abord créée en 1976 à l'École d'Étienne Decroux à Paris
- D’où venons-nous, Que sommes-nous, Où allons-nous ? (1978)
- Casse-tête[7],[8] (1980) : coproduction avec le Théâtre de Quat'Sous
- Alice (1982) : d'après Alice au Pays des Merveilles et Alice au-delà du miroir de Lewis Carroll
- It (1984) : texte de Lawrence E. Smith
- Le Cycle des rois (1988) : d'après Richard II, Henry IV et Henry V de Shakespeare[9]
- Le Silence (2003) : texte de Nathalie Sarraute

## École de mime Omnibus
Fondée en 1977 sous le nom de l’École de mime corporel du Théâtre de Quat’Sous. En 1983, le nom change pour l’École de mime corporel de Montréal. Depuis 2002, elle s’appelle l’École Omnibus théâtre corporel et elle loge à l’Espace libre, dans les mêmes locaux que la troupe.
Quelques 3000 élèves ont passé par l'École. Chaque formation met l’accent sur l’un des quatre axes de réflexion et d’expérimentation : l'espace, le temps, l'identité et l'altérité. L’activité didactique de l’École OMNIBUS théâtre corporel prend une forme éditoriale avec Les règles de l’art, grammaire du mime corporel par Jean Asselin à partir du corpus didactique d’Étienne Decroux (1978), le Manifeste pour un corps raisonnable contre le style sincère (1988), et le volet Le corps à l’ère des lumières de son site internet, qui conjugue éthique et esthétique du mime actuel dans un esprit encyclopédique.
De 1999 à 2011, Omnibus et son École ont accueilli à un rythme triennal les Rencontres Internationales du Mime de Montréal (RIMM). Omnibus en est à la 5e rencontre triennale, qui accueille des compagnies d’Europe et d’Amérique pour un état des lieux fédérateur de l’art du corps.